# Ryū Shintarō

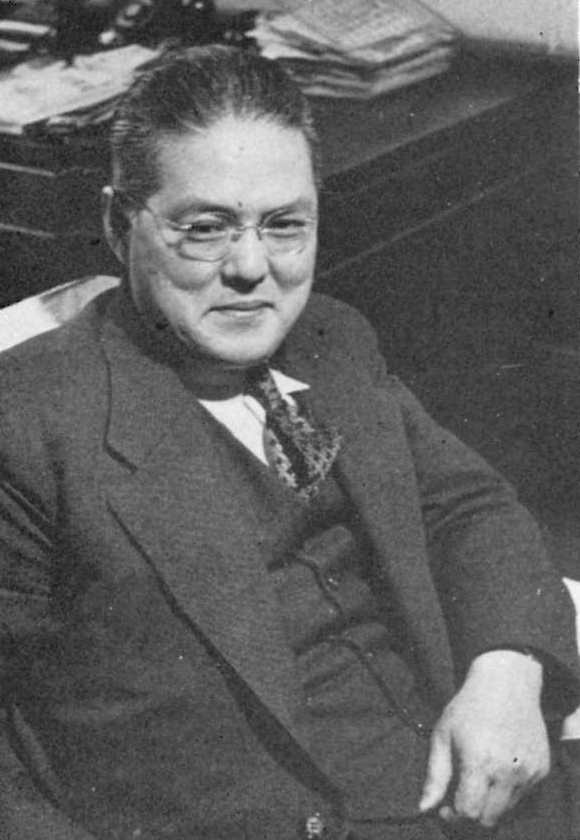
Ryū Shintarō

Ryū Shintarō (japanisch 笠 信太郎; geboren 11. Dezember 1900 in Fukuoka, Präfektur  Fukuoka; gestorben 4. Dezember 1967 in Chigasaki, Präfektur Kanagawa) war ein japanischer Journalist und Autor.

## Leben und Wirken
Ryū Shintarō machte seinen Studienabschluss an der „Handelsuniversität“ Tokio (heute Hitotsubashi-Universität). Danach trat er in das „Ōhara Social Research Institute“ (大原社会問題研究所, Ōhara shakai mondai kenkyūjo) ein, wo er wirtschaftliche Fragen erforschte. Im Januar 1936 nahm er auf Empfehlung von Ogata Taketora eine Arbeit bei der Zeitung Asahi Shimbun auf und war als Redakteur für Wirtschaftsfragen zuständig. In dieser Zeit veröffentlichte er 1939 das Buch „Reorganisation of the Japanese Economy“ (日本経済の再編成, Nippon keizai no saihensei), das große Anerkennung fand.
Andererseits war Ryū als einflussreiches Mitglied der „Shōwa Study Group“  (昭和研究会, Shōwa kenkyū-kai) aktiv, die angeblich der Thinktank des Politikers und Premierministers Konoe Fumimaro war. 1940 verließ er das Land als Korrespondent in Deutschland, erlebte in der Schweiz die Niederlage Japans und berichtete nach Japan über den Zustand der europäischen Länder, bis er 1948 nach Japan zurückkehrte. Nach seiner Rückkehr fungierte er nacheinander als Chefredakteur und Geschäftsführer seiner Zeitung und spielte eine wichtige Rolle als Vertreter des gesunden Menschenverstands der Asahi Shimbun. 1962 trat er von seinem Posten zurück und ging als Berater in den Ruhestand.
Ryū entwickelte sich vom Wirtschaftsforscher zum Zeitungsreporter und dann zu einem aufgeklärten Denker, der sich in seinen späteren Jahren Sorgen um die Zukunft Japans machte. Mit den Zeitungskollegen Shinobu Kan’ichirō (信夫 韓一郎; 1900–1967) und Nagai Daizō (永井 大三; 1903–1988) bildete eine Troika der guten Berichterstattung. Zu seinen zahlreichen Veröffentlichungen gehören
- „Demokurashii no iroiro“ (デモクラシーのいろいろ) – „Einiges zur Demokratie“ 1948,
- „Atarashii ōshū“ (新しい欧洲) – „Das neue Europa“ 1948,
- „Mono no mikata ni tsuite“ (ものの見方について) – „Wie man die Dinge sehen kann“ 1951,
- „Seiyō to nihon“ (西洋と日本) – „Der Westen und Japan“ 1953,
- „Hanami sake no keizai“ (花見酒の経済) – „Eine Wirtschaft wie Sake trinken beim Hanami“ 1962,
- „Chichi to mitsu no nagareru chi“ (乳と蜜の流れる地) – „Das Land wo Milch und Honig fließen“ 1963,
- „Nihon no shisei – Sengo nijūnen“ (日本の姿勢 戦後二十年) – „Die Haltung Japans – 20 Jahre nach dem Krieg“ 1965 und
- „Jijitsu o miru“ (事実を視る) – „Die Wirklichkeit sehen“ postum 1968.